# A munkavállalók általános kártérítési felelőssége
A munkavállalók általános kártérítési felelőssége főszabálya szerint a munkavállaló a munkaviszonyból származó kötelezettségének megszegésével okozott kárt akkor köteles megtéríteni, ha nem úgy járt el, ahogy az adott helyzetben általában elvárható.

## Feltételei
A munkavállalók általános kártérítési felelősségének a következő feltételei vannak:
a)	munkaviszony fennállása
b)	vétkesség
c)	kár
d)	okozati összefüggés
Az első feltétel, hogy a felek között munkaviszony álljon fenn, és például ne vállalkozói vagy megbízási jogviszony. Továbbá a károkozás a munkaviszony fennállásának ideje alatt, és ne mondjuk azt követően történjen.
A második kitétel a vétkesség, amely azt jelenti, hogy a munkavállaló úgy járt-e el, ahogy az adott helyzetben elvárható. Hogy mi az elvárható az függ például a munkavállaló életkorától, szakképzettségétől, gyakorlatától. A mérce az átlagos, megfontolt és lelkiismeretes munkavállaló.
Habár egyértelműnek tűnhet, mégsem feltétlen az, hogy mi tartozik bele a kár fogalmába. A kár egy viszonyállapot, annak összehasonlítása, ami van vagy lett, és annak, ami volt vagy lehetett volna a károkozó esemény bekövetkeztének elmaradása esetén. Ennek megfelelően, a kár elemei, a tényleges vagyoni értékcsökkenés (amennyivel kevesebbet ér a kocsim összetörve, mint épen), az indokolt költségek (amíg szervizben van a kocsi, villamosjegyet kell, vegyek) és az elmaradt vagyoni előny (az ütközés miatt egy napom kiesett a munkából, az összeg, amit azalatt megkereshettem volna).
Végül, a vétkes kötelezettségszegés és a bekövetkezett káresemény között okozati összefüggésnek kell fennállnia. A jogalkalmazás során csak az ún. releváns és lényeges okokat lehet figyelembe venni a kárfelelősség telepítésénél. Jellemzően akkor állapítható meg, ha a kötelességszegés az általános tapasztalatok szerint, tárgyilagosan szemlélve alkalmas volt a károk előidézésére.

### Mértéke
A kártérítés mértéke nem haladhatja meg a munkavállaló négyhavi távolléti díjának összegét. Szándékos vagy súlyosan gondatlan károkozás esetén a teljes kárt meg kell téríteni.
Vagyis, ha a munkavállaló enyhe gondatlanságot követ el (például az eladó elfelejti a polcon előbbre rakni a régebbi árut, ezért annak lejár a szavatossága), a munkajog védi a munkavállalót, és nem a teljes kárt kell, megtérítse, hanem a felelőssége csak négy havi távolléti díjáig terjed. Ellenben súlyos gondatlanság (a kutas benzin helyett dízelt tankol a kocsiba) vagy szándékosság fennálltakor már nincsen ilyen védelem, a munkavállaló köteles a teljes kárt megtéríteni.